# Мутанти (фільм, 1988)
«Мутанти» — радянський телефільм 1988 року, знятий режисером Рустемом Тажибаєвим на кіностудії «Казахфільм».

## Сюжет
Фільм про життя підлітків у сучасному місті. Їх поєднує любов до рок-музики. Щоб придбати дорогий синтезатор, вони готові на все: грати на похороні, і навіть вкрасти лобове скло з машини.

## У ролях
- Актан Суюншалін — головна роль
- Талгат Науризбаєв — головна роль
- Єрлан Оспанов — роль другого плану
- Олександр Асилбаєв — роль другого плану
- Ніна Жмеренецька — роль другого плану

## Знімальна група
- Режисер — Рустем Тажибаєв
- Сценаристи — Ардак Аміркулов, Зауреш Єргалієва
- Оператор — Федір Аранишев
- Композитор — Байгалі Серкебаєв
- Художник — Єрбол Сатибалдієв